# Profilo dinamico funzionale
Il profilo dinamico funzionale (indicato anche con l'acronimo PDF) è un documento previsto dalla legge della Repubblica Italiana,  che indica i prevedibili livelli di sviluppo e di risposta di un alunno disabile in relazione alle strategie messe in campo e a quelle programmabili. Esso rappresenta un atto successivo alla cosiddetta diagnosi funzionale, e usa quest'ultimo documento come base conoscitiva.

## Definizione
La definizione principale è fornita dal DPR 24 febbraio 1994, nel quale si afferma:
(Art. 4 del Decreto del Presidente della Repubblica 24 febbraio 1994)
(Art. 4, comma 2 del Decreto del Presidente della Repubblica 24 febbraio 1994)
Secondo quanto previsto dell'art. 314 comma 4 del decreto legislativo 16 aprile 1994, n. 297: 
In seguito alle modifiche apportate dall'art. 5 comma 3 del Decreto legislativo 66/2017, la diagnosi funzionale e il profilo dinamico funzionale sono stati ricompresi in un unico documento chiamato "Profilo di funzionamento".

## Redazione del profilo dinamico funzionale
Il profilo dinamico funzionale viene redatto dalla stessa unità multidisciplinare che ha avuto in carico la redazione della diagnosi funzionale, con l'aggiunta dei docenti curriculari e degli insegnanti specializzati della scuola, che riferiscono sulla base della diretta osservazione ovvero in base all'esperienza maturata in situazioni analoghe, con la collaborazione dei familiari dell'alunno. Schematizzando, intervengono nella redazione del profilo dinamico funzionale:
- il medico specialista nella patologia segnalata;
- lo specialista in neuropsichiatria infantile;
- il terapista della riabilitazione;
- gli operatori sociali in servizio presso la unità sanitaria locale o in regime di convenzione con la medesima;
- i docenti curriculari;
- gli insegnanti specializzati della scuola;
- i familiari dell'alunno.

## Contenuto
Il profilo dinamico funzionale comprende necessariamente:
- la descrizione funzionale dell'alunno in relazione alle difficoltà che l'alunno dimostra di incontrare in settori di attività;
- l'analisi dello sviluppo potenziale dell'alunno a breve e medio termine, desunto dall'esame dei seguenti parametri:

- - cognitivo, esaminato nelle potenzialità esprimibili in relazione al livello di sviluppo raggiunto (normodotazione; ritardo lieve, medio, grave; disarmonia medio grave; fase di sviluppo controllata; età mentale, ecc.) alle strategie utilizzate per la soluzione dei compiti propri della fascia di età, allo stile cognitivo, alla capacità di usare, in modo integrato, competenze diverse;
  - affettivo-relazionale, esaminato nelle potenzialità esprimibili rispetto all'area del sé, al rapporto con gli altri, alle motivazioni dei rapporti e dell'atteggiamento rispetto all'apprendimento scolastico, con i suoi diversi interlocutori;
  - comunicazionale, esaminato nelle potenzialità esprimibili in relazione alle modalità di interazione, ai contenuti prevalenti, ai mezzi privilegiati;
  - linguistico, esaminato nelle potenzialità esprimibili in relazione alla comprensione del linguaggio orale, alla produzione verbale, all'uso comunicativo del linguaggio verbale, all'uso del pensiero verbale, all'uso di linguaggi alternativi o integrativi;
  - sensoriale, esaminato, soprattutto, in riferimento alle potenzialità riferibili alla funzionalità visiva, uditiva e tattile;
  - motorio-prassico, esaminato in riferimento alle potenzialità esprimibili in ordine alla motricità globale, alla motricità fine, alle prassie semplici e complesse e alle capacità di programmazione motorie interiorizzate;
  - neuropsicologico, esaminato in riferimento alle potenzialità esprimibili riguardo alle capacità mnesiche, alla capacità intellettiva e all'organizzazione spazio-temporale;
  - autonomia, esaminata con riferimento alle potenzialità esprimibili in relazione all'autonomia della persona e all'autonomia sociale;
  - apprendimento, esaminato in relazione alle potenzialità esprimibili in relazione all'età prescolare, scolare (lettura, scrittura, calcolo, lettura di messaggi, lettura di istruzioni pratiche, ecc.).

## Aggiornamento
Il profilo dinamico funzionale non è un documento statico, ma viene periodicamente aggiornato, al fine di tener conto dei cambiamenti avvenuti al'interno dell'ambiente e dell'evoluzione stessa dell'alunno. In particolare, il DPR 24 febbraio 1994 prevede:
Spesso gli insegnanti si trovano ad operare in casi in cui una diagnosi funzionale e un profilo dinamico funzionale non sono (ancora) stati predisposti. In tali casi, l'insegnante ha l'obbligo di seguire una metodologia razionale al fine di favorire l'inclusione e promuovere le potenzialità dell'alunno disabile.

### Riferimenti normativi
- Legge 5 febbraio 1992, n. 104 - Legge-quadro per l'assistenza, l'integrazione sociale e i diritti delle persone handicappate.
- Decreto del Presidente della Repubblica 24 febbraio 1994 - Atto di indirizzo e coordinamento relativo ai compiti delle unità sanitarie locali in materia di alunni portatori di handicap
- Decreto legislativo 16 aprile 1994, n. 297 - Approvazione del testo unico delle disposizioni legislative vigenti in materia di istruzione, relative alle scuole di ogni ordine e grado.
- Decreto Legistativo del 13 aprile 2017 n.66 - Norme per la promozione dell'inclusione scolastica degli studenti con disabilita', a norma dell'articolo 1, commi 180 e  181, lettera c), della legge 13 luglio 2015, n. 107., così come modificato dal Decreto Legislativo n.n.96 del 7 agosto 2019.